# Ambasada Białorusi w Budapeszcie
Ambasada Białorusi w Budapeszcie (biał. Пасольства Рэспублікі Беларусь у Будапешце; ros. Посольство Республики Беларусь в Будапеште) – misja dyplomatyczna Republiki Białorusi na Węgrzech.
Ambasador Białorusi w Budapeszcie akredytowany jest również w Bośni i Hercegowinie oraz w Republice Chorwacji.

## Historia
Stosunki dyplomatyczne pomiędzy Białorusią i Węgrami nawiązano 12 lutego 1992. W styczniu 2000 powstała Ambasada Białorusi w Budapeszcie.
Stosunki dyplomatyczne pomiędzy Białorusią i Bośnią i Hercegowiną nawiązano 22 listopada 1993. Od marca 2014 za kontakty dyplomatyczne Białorusi z Bośnią i Hercegowiną odpowiedzialna jest Ambasada Białorusi w Budapeszcie.
Stosunki dyplomatyczne pomiędzy Białorusią i Chorwacją nawiązano 25 września 1992. W latach 2017–2019 w Chorwacji akredytowany był ambasador Białorusi w Wiedniu. Od 2019 reprezentowanie Białorusi w Chorwacji powierzono ambasadorowi Białorusi w Budapeszcie.

## Ambasadorowie
- Andrej Jeudaczenka (2000 – 2004)
- Alena Kupczyna (2006 – 2012)
- Alaksandr Chajnouski (2012 – 2018)
- Alaksandr Panamarou (2019 – nadal)[6]